# Acontia guttifera
Acontia guttifera är en fjärilsart som beskrevs av Felder 1874. Acontia guttifera ingår i släktet Acontia och familjen nattflyn. Inga underarter finns listade i Catalogue of Life.